# Sosnowka (Kaliningrad, Nesterow, Iljuschino)
Sosnowka (russisch Сосновка, deutsch Danzkehmen, 1938–1945 Oettingen) ist ein Ort im Osten des russischen Oblast Kaliningrad. Er gehört zur kommunalen Selbstverwaltungseinheit Stadtkreis Nesterow im Rajon Nesterow. Zunächst gehörten auch die beiden ehemaligen deutschen Orte Birkenwalde und Burgsdorfshof zu Sosnowka, die inzwischen aber aufgegeben wurden.

## Geographische Lage
Sosnowka liegt am Oberlauf der Pissa (hier bis 1945 auch Roßbach genannt) an einer Stichstraße, die Iljuschino (Milluhnen/Mühlengarten) – an der Kommunalstraße 27K-058 von Nesterow (Stallupönen/Ebenrode) nach Tschistyje Prudy (Tollminkehmen/Tollmingen) – auf vier Kilometer mit Sosnowka verbindet. 
Die nächste Bahnstation ist Nesterow an der Bahnstrecke Kaliningrad–Tschernyschewskoje und weiter nach Litauen (Teilstück der ehemaligen Preußischen Ostbahn).

## Ortsname
Die Ortsbezeichnung „Sosnowka“ kommt in Russland sehr häufig vor, mehrmals auch in der Oblast Kaliningrad. Auch im Rajon Nesterow kommt der Ortsname noch einmal vor als Sosnowka bei Tschistyje Prudy (Szeldkehmen/Schelden).

## Geschichte
Um das Areal des Hauptgestüts Trakehnen zu vergrößern, übernahm man 1788 und 1815 die Güter Mattischkehmen (heute russisch: Sowchosnoje) und Danzkehmen von der königlichen Domänenverwaltung. Der Gutsbezirk Danzkehmen zählte 1895 194 Einwohner und umfasste eine Fläche von 469,82 Hektar, als er 1900 mit Bajohrgallen (1938–1946 Goltzfelde), Birkenwalde, Burgdorfshof, Gurdszen (1936–1938 Gurdschen, 1938–1946 Schwichowshof, heute russisch: Chutorskoje), Kalpakin (1938–1946 Königseichen) und Taukenischken (1938–1946 Belowsruh, russisch: Rasdelnoje) in den Gutsbezirk Trakehnen (heute russisch: Jasnaja Poljana), der späteren Landgemeinde Groß Trakehnen, eingegliedert wurde. Als einem der zahlreichen Vorwerke des Hauptgestüts Trakehnen waren in Danzkehmen die Jährlingsstuten stationiert. In dem am 3. Juni 1938 (amtlich bestätigt am 16. Juli 1938) in „Oettingen“ umbenannten Ort hatte der Wiesenbaumeister seinen Sitz und führte auch die Aufsicht über die Schleuse. Unweit dieser Schleuse gab es ein Freibad.
Bis 1945 gehörten Birkenwalde, Burgdorfshof und Danzkehmen/Oettingen als Ortsteile der Gemeinde Groß Trakehnen zum Landkreis Stallupönen (1939–1945 Landkreis Ebenrode) im Regierungsbezirk Gumbinnen der preußischen Provinz Ostpreußen.
Als Folge des Zweiten Weltkrieges kam die drei Orte unter sowjetische Verwaltung. Zu einem unbekannten Zeitpunkt wurden sie unter der russischen Bezeichnung Sosnowka zusammengefasst. Der so neu gebildete Ort wurde in den Dorfsowjet Tschkalowski selski Sowet eingeordnet. Von 2008 bis 2018 gehörte Sosnowka zur Landgemeinde Iljuschinskoje selskoje posselenije und seither zum Stadtkreis Nesterow.

## Kirche
Mit seiner überwiegend evangelischen Bevölkerung war Danzkehmen  resp. Oettingen bis 1945 in das Kirchspiel Enzuhnen (1938–1946 Rodebach, russisch: Tschkalowo) eingepfarrt. Es gehörte zum Kirchenkreis Stallupönen (1938–1946 Ebenrode) in der Kirchenprovinz Ostpreußen der Kirche der Altpreußischen Union. Letzter deutscher Geistlicher war Pfarrer Max Dörr.
Heute liegt Sosnowka im Einzugsbereich der in den 1990er Jahren neu gegründeten evangelischen Gemeinde in Jasnaja Poljana (Groß Trakehnen), die sich der ebenfalls neu errichteten Propstei Kaliningrad in der Evangelisch-Lutherischen Kirche Europäisches Russland (ELKER) zugeordnet hat. Die zuständigen Pfarrer sind die der Salzburger Kirche in Gussew (Gumbinnen).